# Marius Urzică
Marius Daniel Urzică (né le 30 septembre 1975) était un gymnaste roumain. Il a été double champion du monde au cheval d'arçons (2001 et 2002) ainsi que champion olympique à cette même discipline. Il a arrêté la compétition aux championnats du monde de 2005 à Melbourne.

## Palmarès

### Jeux olympiques
- Atlanta 1996
  -  médaille d'argent au cheval d'arçons

- Sydney 2000
  -  médaille d'or au cheval d'arçons

- Athènes 2004
  -  médaille d'argent au cheval d'arçons
  -  médaille de bronze par équipes

### Championnats du monde
- Brisbane 1994
  -  médaille d'or au cheval d'arçons

- Sabae 1995
  -  médaille de bronze par équipes

- Tianjin 1999
  -  médaille d'argent au cheval d'arçons

- Gand 2001
  -  médaille d'or au cheval d'arçons

- Debrecen 2002
  -  médaille d'or au cheval d'arçons

### Championnats d'Europe
- Prague 1994
  -  médaille d'or au cheval d'arçons

- Brême 2000
  -  médaille d'or au cheval d'arçons

- Patras 2002
  -  médaille d'or au cheval d'arçons